# آتش مقدس (مسیحیت ارتدکس)

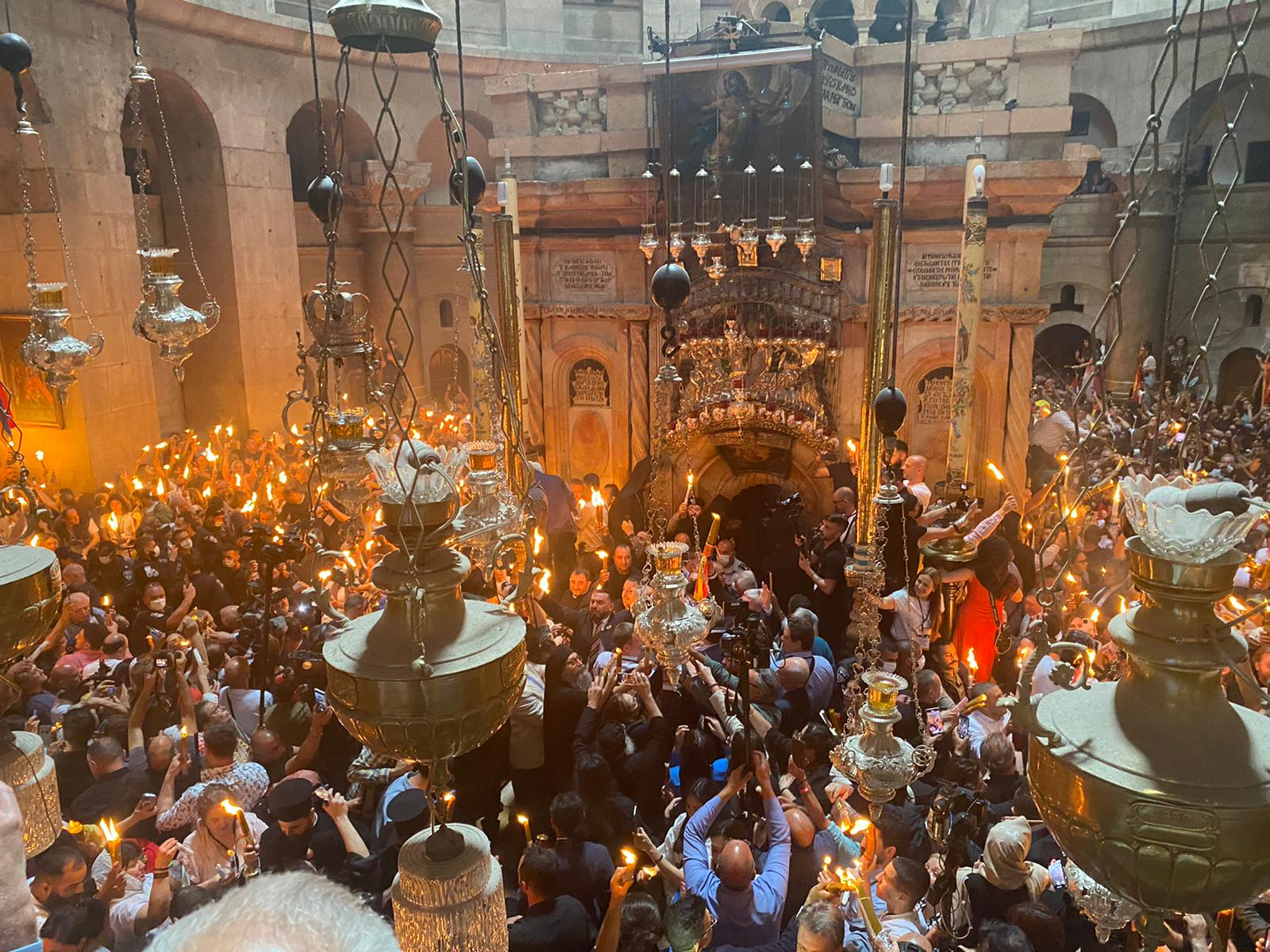
افروختن آتش مقدس در سال ۲۰۲۲

آتش مقدس (به یونانی: Ἃγιον Φῶς، انگلیسی: Holy Fire) مراسمی است که هر سال در کلیسای مقبره مقدس در اورشلیم در روز شنبه مقدس، یک روز قبل از عید پاک ارتدکس برگزار می‌شود. در طول این مراسم، دعایی انجام می‌شود و پس از آن آتشی در داخل آدیکول‌ها که برخی معتقدند مقبره عیسی در آن قرار داشته، روشن می‌شود. بر اساس اعتقادات مسیحیت، این آتش به طور معجزه آسایی پدید می‌آید و توسط روح القدس روشن می‌شود. مسیحیان ارتدکس معتقدند که این نور مبارکِ مسیح رستاخیز است که به معتقدان، شادی و آرامش می‌بخشد.
مراسم آتش مقدس توسط پاتریارک ارتدکس یونانی اورشلیم رهبری می‌شود و معمولاً کشیشان و مؤمنان فرقه‌های مختلف مسیحی در آن شرکت می‌کنند. پس از روشن شدن آتش، آن را به کلیساهای ملی سایر کشورها از جمله (آتن، صوفیه، مسکو، بلگراد، بخارست و...) منتقل می‌کنند.

## توصیف این واقعه از اعتقادات ارتدکس

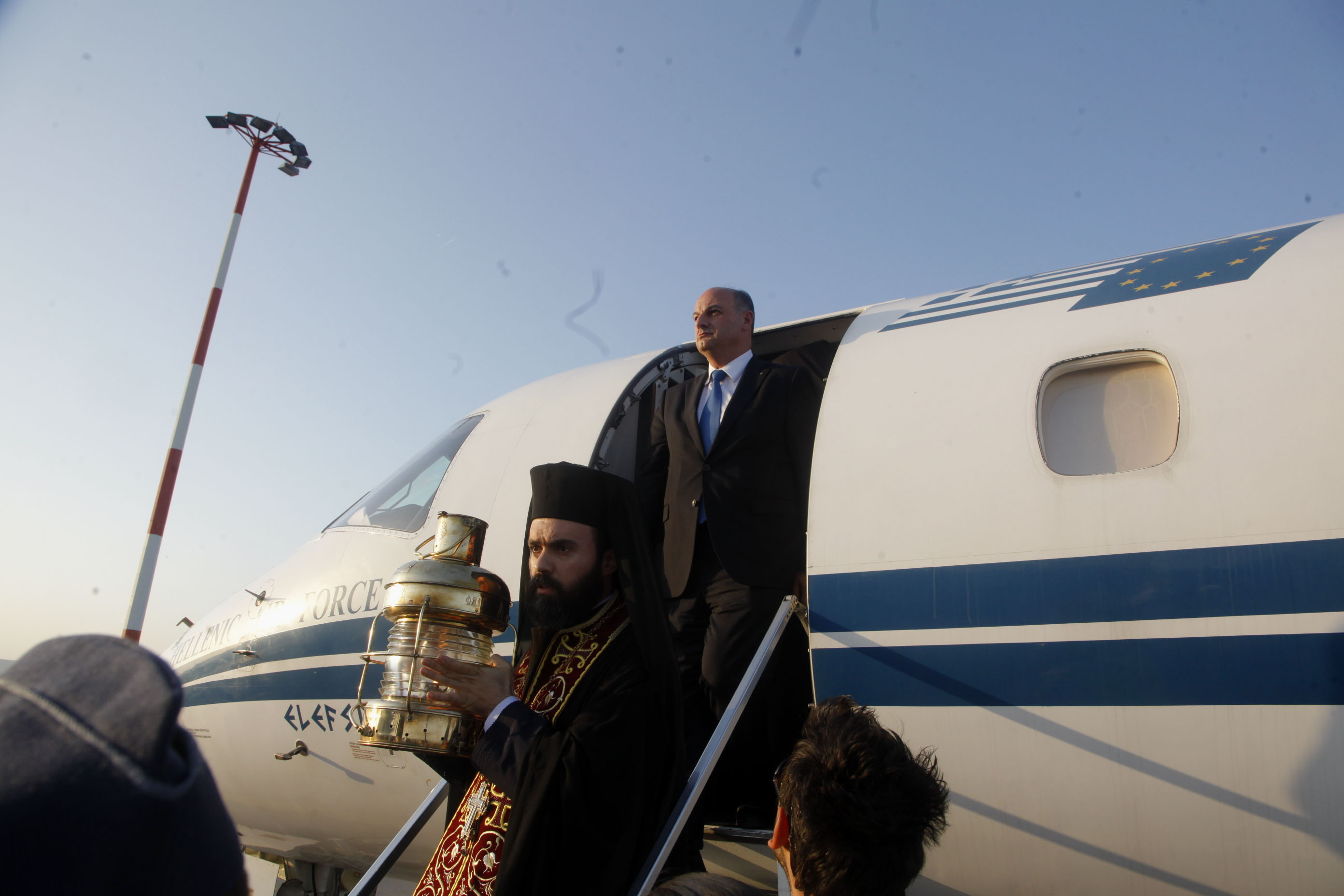
پرواز ویژۀ انتقال آتش مقدس به آتن پایتخت یونان، سال ۲۰۱۳

طبق سنت جامعه ارتدکس، آتش مقدس هر سال در روز قبل از عید پاک (عید پاک ارتدکس) اتفاق می‌افتد. در گذشته گفته می‌شد که نور آبی رنگی از داخل قبر عیسی ساطع می‌شد که از تخته سنگ مرمری بازتاب داشت که گمان می‌رود پیکر عیسی برای دفن بر روی آن گذاشته شده بود. تخته مرمر اکنون در کلیسای مقبره مقدس در شهر قدیمی اورشلیم قرار دارد. آنان بر این باورند که این نور، ستونی از آتش را تشکیل می‌دهد که به طور خود به خود، آتش درون آتشکده‌ها و شمع‌های اطراف کلیسا افروخته می‌شود. روحانیون مقبره می‌گویند که آتش مقدس آنها را نمی‌سوزاند.
قبل از افروخته شدن آتش، پاتریارک در داخل کلیسا در مقابل سنگ زانو می‌زند، هنگامی که آتش روشن می‌شود، پاتریارک با دو شمع روشن، از کلیسا بیرون می‌آید. هزاران زائر و همچنین مسیحیان محلی از همه فرقه‌های مسیحیت در اورشلیم جمع می‌شوند تا در این رویداد سالانه شرکت کنند و شاهد آن باشند.
سپس پاره‌های این آتش مقدس را با پرواز ویژه به یونان و سایر کشورهای ارتدکس یا کشورهای دارای کلیسای ارتدکس، مانند اردن، سوریه، گرجستان، بلغارستان، لبنان، رومانی، مصر، قبرس، مقدونیه شمالی، صربستان، مونته‌نگرو، بلاروس، اوکراین و روسیه می‌فرستند که توسط رهبران کلیسا و دولت پذیرفته می‌شود.

## تاریخچه
یوسبیوس قیصریه مورخ، در کتاب زندگی کنستانتین خود، که مربوط به حدود سال ۳۲۸ بعد از میلاد است، در مورد یک واقعه جالب در مراسم عید پاک در اورشلیم سال ۱۶۲ می‌نویسد: هنگامی که نگهبانان کلیسا می‌خواستند مخازن چراغ‌های روغن‌سوز را برای جشن رستاخیز عیسی پر از روغن کنند تا آن ها را برای آن مراسم آماده کنند، متوجه شدند که دیگر روغنی برای پرکردن مخازن باقی نمانده است. پس از آن، اسقف اورشلیم دستور داد چراغ‌ها را از آب پر کنند. سپس به نگهبانان گفت که آنها را آتش بزنند و تک تک چراغ‌ها چنان سوخت که گویی با روغن خالص پر شده باشد. سنت ارتدکس مسیحی معتقد است که این معجزه، که پیش از ساخت مقبره مقدس در قرن چهارم است، مربوط به معجزه آتش مقدس است، گر چه آموزه، تفاوت‌هایی بین این دو، بیان می‌کند، زیرا اولی یک بار اتفاق افتاد. در حالی که مراسم آتش مقدس هر سال رخ می‌دهد و باور دارند که آتش این مراسم، مانند همان اولی، به طور معجزه آسا روشن می‌شود. با این حال، آنها در این فرض مشترکند که خداوند آتش را در جایی پدید آورده است که منطقاً نباید وجود داشته باشد.
حدود سال ۳۸۵ پس از میلاد، اگریا زنی پاکدامن از اسپانیا، به فلسطین سفر کرد. در گزارش سفر خود، او از مراسمی توسط مقبره مقدس مسیح صحبت می‌کند، که در آن نوری از کلیسای کوچکی که مقبره را در بر می‌گیرد بیرون می‌آید و به وسیله آن کل کلیسا، با نوری بی‌نهایت پر می‌شود. 
با وجود نقل این مورد، اعتقاد بر این است که آتش مقدس اولین بار توسط زائر مسیحی، برنارد حکیم در سال ۸۶۷ میلادی ثبت شده است.
دوران جنگ‌های صلیبی
در زمان بودوئن یکم اورشلیم، روحانیون لاتین، مقبره مقدس را تصرف کرده بودند، و به گفته کریستوفر تایرمن، در مراسم سالانه در شب عید پاک، زمان افروخته شدن آتش مقدس در جایگاه، مقبره مقدس به آتش کشیده شد که ظاهراً تازه واردان، این مهارت را یاد نگرفته بودند. و این مراسم در آن دوره با شکست مواجه شد. بعدها روحانیان یونانی در سال ۱۱۰۱ مقبره را بازسازی کرده و مراسم را از سرگرفتند.
با این وجود، منابع دیگر، علت شکست آن مراسم و بسته شدن موقت مقبره مقدس را اینگونه توصیف می‌کنند که در روز یکشنبه (روز عید پاک) آتش مقدس در مقبره مقدس ظاهر شد، زمانی که اسقف اعظم لاتین دایمبرت در مقبره مقدس نبود و پردازش امور توسط یونانیان و سایر مسیحیان ارتدکس انجام شد به این خاطر، دایمبرت مقبره مقدس را تعطیل نمود.
دوره عثمانی
در سال ۱۸۳۴، در حضور ابراهیم پاشا حاکم مصر، زائران مشتاق، در کلیسای مملو از دود و شلوغی جمعیت، ازدحام به راه انداختند که توسط نگهبانان پاشا که راه خود را از میان توده‌های جمعیت باز میکردند، تشدید شد و فاجعه‌ای رخ داد. به گفته رابرت کرزن، مسافر انگلیسی خاور نزدیک، در آن واقعه چهارصد نفر جان خود را از دست دادند.
دوره مدرنیته
این مراسم در سال ۲۰۰۲ هنگامی که اختلاف نظر بین پاتریارک یونان و اسقف ارمنیِ همراه، در مورد اینکه چه کسی باید اول با آتش مقدس ظهور کند، منجر به درگیری بین جناح‌ها شد، در جریان درگیری، پاتریارک یونان دو بار شمع اسقف ارمنی را خاموش کرد، در پایان، پلیس اسرائیل برای برقراری نظم وارد محوطه شد.

## انتقاد و مخالفت
در سال ۱۰۰۹ میلادی، حاکم بأمرالله خلیفه فاطمی، دستور تخریب مقبره مقدس و ساختمان‌های مرتبط با آن را صادر کرد، ظاهراً علت آن، حیله‌هایی بود که راهبان در نزول «معجزه‌آسا» آتش مقدس انجام می‌دادند. یحیی وقایع‌نگار گفت که "تنها چیزهایی که تخریب آنها بسیار دشوار بود در امان ماندند." راهپیمایی‌ها ممنوع شد و چند سال بعد گفته شد که تمامی صومعه‌ها و کلیساهای فلسطین تخریب یا مصادره شده‌اند. در سال ۱۲۳۸، پاپ گریگوری نهم آتش مقدس را تقلبی دانسته و آن را محکوم کرد و پیروان را از شرکت در مراسم منع نمود. به طور مشابه، بسیاری از مسیحیان از معجزه آسا بودن این اتفاق متقاعد نشده‌اند. به گفته شهاب الدین القرافی، المعظم توران‌شاه حاکم ایوبی قرن سیزدهم، به تقلب در آتش مقدس پی برده بود. با این حال، در ازای دریافت پول به راهبان اجازه داد تا به تقلب خود ادامه دهند. اولیا چلبی مسافر عثمانی هم در اینباره گفت است که یک کوزه نفت به طور مخفیانه در جایگاه آتش قرار داده شده بود که از آن برای روشن کردن جایگاه آتش استفاده می‌شد. ادوارد گیبون در جلد پایانی تاریخ زوال و سقوط امپراتوری روم، در مورد پدیده ادعایی نوشت:
این تقلب پرهیزگاری که برای اولین بار در قرن نهم ابداع شد، توسط صلیبی‌های لاتین مورد احترام قرار گرفت و سالانه توسط روحانیون فرقه‌های یونانی، ارمنی و قبطی که به نفع خود و ظالمان خود بر تماشاگران زودباور تحمیل می‌کنند، تکرار می‌شود.
توماس تگ یک انگلیسی قرن نوزدهم، گزارشی از این رویداد را در دایره المعارف لندن، در سال ۱۸۲۸ منتشر کرده و حدس می‌زند که این رویداد کاملاً طبیعی است و انگیزه‌های مالی دارد.
برخی از یونانیان از آتش مقدس انتقاد کرده‌اند، مانند آدامانتیوس کورائیس (۱۷۴۸-۱۸۳۳)، که در رساله خود "درباره نور مقدس اورشلیم" آنچه را که تقلب مذهبی می‌دانست محکوم کرد. وی از این رویداد به عنوان "دسیسه کشیشان متقلب" و از نور "نامقدس" اورشلیم به عنوان "معجزه سودجویان" یاد کرد. در سال ۲۰۰۵، در یک تظاهرات زنده در تلویزیون یونان، مایکل کالوپولوس، نویسنده و مورخ دین، پنج شمع را در فسفر سفید فرو برد، شمع ها پس از حدود ۱۰ دقیقه خود به خود مشتعل شدند و دلیل آن، خاصیت خود اشتعالی فسفر سفید در تماس با هوا است.
روزنامه‌نگار دیمیتریس آلیکاکوس در کتاب خود مصاحبه‌ای با اسقف اعظم اسقف ایسیدوروس از پاتریارک‌های اورشلیم ارائه می‌دهد که در آن، اسقف اعتراف می‌کند شمعی که خود او در صبح روز شنبه مقدس در کلیسای مقبره مقدس قرار داده است، توسط خود او روشن می‌شود. اسقف اعظم نیکیفوروس نیز این مطلب را تصدیق می‌کند با این تفاوت که او از کبریت استفاده می‌کرد. در همان کتاب، اسقف اعظم ژراسون تئوفانیس بیان می‌کند که آتش مقدس به طور معجزه آسا روشن نمی‌شود، بلکه به صورت طبیعی روشن می‌شود و سپس توسط پاتریارک برکت می‌یابد. وی می‌افزاید: ما مؤمنان را فریب می‌دهیم که باور کنند این معجزه است، این غیر قابل قبول است و به ما منعکس نمی‌شود. به گفته تئوفانیس، تقلب معجزه توسط صلیبیون کاتولیک چند قرن پیش ابداع شد و بعداً توسط پاتریارک‌نشین ارتدکس یونانی اورشلیم ادامه یافت. علاوه بر این، اسقف متروپولیتن کورنیلیوس پتراس، جانشین اسقف اورشلیم در سال ۲۰۰۱، مصاحبه قدیمی‌تری را تأیید کرد و گفت که آتشکده آتش مقدس را نیز با یک شمع طبیعی مشتعل کرده است، او با جزئیات کامل آنچه را که در کلیسا دیده بود، توضیح داد. در نهایت، روزنامه‌نگار در کتاب خود به شرح وقایع حذف کلمه "معجزه" از وب سایت رسمی پاتریارک در ۲۳ ژوئن ۲۰۱۸ به دستور پاتریارک تئوفیلوس سوم اشاره می‌کند.
یکی از مشعل‌داران ارمنی، وظیفه‌ای که معمولاً از پدر به پسر (یا دیگر اعضای مذکر خانواده مشعل‌داران) منتقل می‌شود، اعتراف کرده است که پدرش به او فاش کرده است که منبع آتش، باستانی و نمادین بوده اما معجزه نیست. او گفت: کشیشان یونانی چراغی را می‌آورند تا آتش مقدس را افروخته کند. برای زائران باایمان که از خارج می‌آیند، این آتشی است از بهشت، یک معجزه واقعی. اما نه برای ما.
ساموئل آگویان اسقف ارمنی در مقبره مقدس، سه نوبت در کنار پاتریارک یونان در مراسم آتش مقدس شرکت کرده است. در یک بخش خبری که در ۱۰ مارس ۲۰۱۸ از کانال ۱۲ اسرائیل پخش شد، آگویان به اشتراک گذاشت که در حین مشارکت خود، پاتریارک یونان با کمک یک آتش‌افزار، آتشکده را شعله‌ور نمود.